# Tilia Hill
Tilia Hill, pseudoniem van Johanna Elizabeth van Linden van den Heuvell, (Vlaardingen, 15 mei 1872 – Den Haag, 17 december 1939) was een Nederlands zangeres. Haar stembereik was sopraan.

## Familie
Ze was dochter van Johan George van Linden van den Heuvell en Hannah Visser. Vader was van beroep touwslager maar was van 1867 tot en met 1903 burgemeester van Vlaardinger-Ambacht, grootvader Abraham van Linden van den Heuvell was daar ook al burgemeester geweest. Haar moeder overleed al toen zij nog vrij jong was. Ze was getrouwd met Georg Kuhn. Ze werd in Vlaardingen naast haar moeder begraven op de Algemene Begraafplaats (Begraafplaats Emaus), later volgde ook haar man. Een aantal dagboeken, waarin vermeld een voortgang van haar ziekte en de heimwee waaronder ze leed, bevindt zich in het Gemeentelijke Archief Vlaardingen. In 2014 vierde Vlaardingen haar 75-ste sterftedag.

## Loopbaan
Het leek er in eerste instantie op dat ze pianiste zou worden. Ze kreeg pianolessen in haar geboorteplaats en aan een kostschool in Nijmegen. Een vervolgstudie vond plaats in Brussel bij Gustave Kéfer. Ze keerde rond 1890 terug naar haar geboorteplaats. Ze debuteerde aldaar achter de piano met Gaillard als violist in de Frühlingsonate van Ludwig van Beethoven.
Pas toen zij vijfentwintig was wendde ze zich tot de zangkunst. Ze nam lessen bij Luise Jaide (1842-1914), maar achteraf constateerde Tilia Hill, dat ze die zangeres alleen maar moest/mocht nazingen. Haar opleiding kreeg een nieuwe impuls door lessen van Bertha Zegers Veeckens al dan niet via het Utrechts Conservatorium. Zij zelf gaf aan dat haar zangdebuut plaatsvond in Gouda, maar het kan ook 16 december 1902 zijn geweest in de Tivolizaal te Utrecht. Ze zong werken van Richard Strauss (Wandrers Sturmlied) en Robert Schumann (Das Paradies und die Peri). Even later stond ze op het podium met Thom Denijs. Op 20 juni 1905 zong ze mee in de Nederlandse première van Richard Wagners Parsifal, georganiseerd door de Wagnervereniging Amsterdam. Ze zong de rol van een van de Zaubermädchen onder leiding van Henri Viotta met begeleidingsorkest het Concertgebouworkest. Ze kreeg in 1907 de pianopartituur van Hymne aan Rembrandt van Alphons Diepenbrock overhandigd als teken van dank van de uitvoering onder leiding van de componist in het Concertgebouw met het Concertgebouworkest. Er volgden optredens in Engeland en daarom nam zij toen haar pseudoniem Tilia Hill aan en gebruikte die vanaf toen ook elders. Ze vestigde zich in Berlijn, alwaar ze nog lessen volgde bij pedagoge Jeanne Raedt van Oldenbarnevelt en bariton Raimund von zur Mühlen.
Na haar huwelijk met strafrechtadvocaat Georg Albert Kuhn (1869-1942) vestigde ze zich in Görlitz, maar trad af en toe nog in Nederland. Haar laatst bekende optreden vond plaats in de Zuiderkerk te Rotterdam waar ze zong in de Matthäus-Passion van Johann Sebastian Bach onder leiding van Bernard Diamant met het Utrechts Stedelijk Orkest.
Ze werd ondertussen geplaagd door toenemende reuma, een ziekte die haar uiteindelijk zou slopen. Vanwege de groei van antisemitisme kwam het echtpaar naar Nederland en vestigde zich in Den Haag, waar ze overleed wonende aan de Oleanderlaan.
Kor Kuiler droeg zijn liederencyclus Der erste Ball opus 32 aan haar op.
- Virtual International Authority File: 9472154198341020230001
- WorldCat: E39PBJdRBxPmMJ36mhXv7X6VG3